# Имя Шеff
«Имя Шеff» — дебютный студийный альбом российского рэп-исполнителя Шеff'a, выпущенный музыкальным издательством «Студия Миксмедиа» на аудиокассетах и компакт-дисках 20 декабря 2000 года.
Альбом состоит из 21 трека (15 композиций и 6 скитов) и был записан в период с 1999 по 2000 год в московской студии звукозаписи «Тон-ателье №1» в телецентре «Останкино», кроме песни «Звёзды» — в студии East-West Studio в Нью-Йорке. Тематика альбома — это внутренний, а иногда и внешний мир Шеff'a.
В записи альбома приняли участие рэперы Ice из «К.Т.Л. Ди.Л.Л.», Dr. B, «Белый шоколад», Shooroop, Купер, а также R&B-исполнители Маруся, Ирина Минина («Шмель»), I.R.A., Виктор Гуревич («Гуру»), Carla Williams (бэк-вокалистка Mary J. Blige), а также шансон-исполнитель Слава Медяник, певец Мурат Насыров, группа «Бумер» и Богдан Титомир.
Музыку для альбома создал DJ LA при содействии Шурупа, Виктора Гуревича («Гуру»), диджея Тенгиза, диджея Тоника, гитариста Брюса, группы AlkoFunk и саксофониста Евгения Мориарти. Все тексты для альбома написал Шеff, кроме песен «Ты готов???» (Шеff и Shooroop), «Алилуйа» (Шеff и Слава Медяник), «Питер, я твой!» (Шеff и Купер) и «Барсик» («Бумер»).
Презентация пластинки состоялась в рамках фестиваля Rap Music 2000 в СК «Олимпийский» 20 декабря 2000 года.

## Об альбоме
В начале 1999 года Влад Валов приступил к записи своего дебютного альбома под псевдонимом «Шеff». В марте был записан первый трек под названием «Скорость дня». На бэк-вокал он пригласил Ирину Минину («Шмель»), до этого известную по композиции «Бэла-бэланс нас» (с альбома Bad Balance — «Чисто про…»). В песне есть такие строки — «Возьми ДеЦл вправо, там стоит ночной магазин, где можно подкурить сигару». Эти строки посвящались ДеЦлу, которого он позже начал продюсировать. Песня, музыку к которой написал Виктор «Гуру» Гуревич, была выпущена на сборнике «Hip-Hop Info #5» 21 марта 1999 года. На эту композицию был сделан видеоклип, в котором главные роли сыграли Шеff и Павел Кабанов из «О.С.П.-студии». По сюжету клипа они устраивают гонки на машинах марки Dodge Viper и Lexus, а сам видеоряд выдержан в стиле семидесятых с привкусом современной жизни. Режиссёром был Евгений «Хохол» Митрофанов, а оператором Вячеслав Лазарев. Так было положено начало сольного проекта — «Шеff».
Одна из композиций, «Звёзды», была записана в Нью-Йорке в январе 2000 года и изначально предназначалась для нового альбома Bad Balance, «Каменный лес».
18 марта 2000 года на фестивале «Бит-битва» был снят концертный видеоролик на композицию «Доктор Шеff». В качестве режиссёра снова был приглашён Евгений Митрофанов («Хохол»). Изначально альбом должен был называться «Имя защищено», но чуть позже Валов отказался от этого названия, потому что появилась композиция «Имя Шеff», которая чётко охарактеризовала характер Шеff’a. Музыку к ней написали DJ LA и Mr. Bruce. 9 октября 2000 года на песню «Имя Шеff» был снят видеоклип, в котором приняли участие артисты «Bad B. Альянса»: Лигалайз, DJ LA, «Белый шоколад» и другие. В качестве режиссёра был выбран Олег Степченко (он же работал над экранизациями песен ДеЦла «Вечеринка» и «Кровь моя, кровь»), а оператором — Сергей Бледнов. Процесс съёмки, а также сама премьера клипа были показаны в передаче «Stop! Снято» на телеканале «MTV Россия» 21 ноября 2000 года.
О каждом треке с альбома Шеff рассказал в пресс-релизе «Новый альбом ШЕFF’а или камень философии?», опубликованном в журнале «Неон» и на сайте Hip-Hop Party (информационный партнёр альбома «Имя Шеff») в январе 2001 года.
С 2000 по 2002 год видеоклипы Шеff'а на песни «Скорость дня», «Доктор Шеff», «Имя Шеff» и «Питер, я твой!» находились в ротации чартов «Русская десятка» и «20 самых-самых» телеканала «MTV Россия», а также в ротации телеканала «Муз-ТВ».
В 2007 году Валов дал интервью для российского издания журнала Billboard, в котором сообщил, что альбом был продан в количестве 150 тысяч копий.
В 2015 году Шеff, Виктор Гуревич («Гуру») и Ирина Минина («Шмель») рассказали о записи альбома «Имя Шеff» в документальном фильме «История Bad B. Часть III. Глава вторая: Война и мир». В самом конце фильма рэпер Al Solo поделился своим мнением о значимости альбома «Имя Шеff» в русском рэпе:
Альбом «Имя Шеff», и в частности одноимённый клип, создали мощный переворот в рэп-музыке на тот момент. Американская подача, понты, самоуверенность — это всё было в новинку для русского хип-хопа. Такое понятие как репрезент, наверное, пошло как раз с этого момента: когда ты говоришь, кто ты, насколько ты крутой, насколько у тебя крутая жизнь, отстаиваешь своё эго, показываешь его со всех сторон.
В 2022 году музыкальное издательство ZBS Records выпустило альбом на грампластинках. Валов презентовал одну из них на ютуб-канале своего лейбла.

## Критика
В 2000 году редакция газеты «АиФ. Я — молодой» написала, что новый альбом Шеff’a является «неоспоримым доказательством того, что русский хип-хоп вышел на более высокий качественный уровень.».
В 2007 году главный редактор сайта Rap.ru, Андрей Никитин, поместил альбом «Имя Шеff» в список «главных альбомов русского рэпа».
В 2017 году редактор английского интернет-издания Highsnobiety, Анастасия Фёдорова, поместила песню «Имя Шеff» в список «A Brief, Untold History of Russian Rap».

## Список композиций
| Номер трека | Название         | Участвует               | Музыка                                                        | Слова                  | Время |
| ----------- | ---------------- | ----------------------- | ------------------------------------------------------------- | ---------------------- | ----- |
| 01          | «Мой мир»        |                         | LA                                                            | Шеff                   | 0:29  |
| 02          | «Имя Шеff»       | Ice («К.Т.Л. Ди.Л.Л.»)  | LA (+ скретч)                                                 | Шеff                   | 3:44  |
| 03          | «Доктор…»        | Dr. B, Белый шоколад    | Shooroop, Mr. Bruce (бас-гитара), AlkoFunk (духовые)          | Шеff                   | 4:56  |
| 04          | «Гэнгста»        | Шмель                   | Shooroop, LA (скретч)                                         | Шеff                   | 4:41  |
| 05          | «Ты готов???»    | Белый шоколад, Shooroop | Shooroop, Гуру (пианино)                                      | Шеff, Shooroop         | 5:37  |
| 06          | «Мама»           | Гуру                    | Гуру, Mr. Bruce (бас-гитара), AlkoFunk (духовые)              | Шеff                   | 3:23  |
| 07          | «Дай огня»       |                         | LA, Mr. Bruce (бас-гитара), Мориарти (саксофон)               | Шеff                   | 3:29  |
| 08          | «Разум»          | I.R.A.                  | LA                                                            | Джебран Халиль Джебран | 0:24  |
| 09          | «Алилуйа»        | Слава Медяник           | Тенгиз                                                        | Шеff, Слава Медяник    | 4:31  |
| 10          | «Звёзды»         | Carla W                 | LA (+ скретч), Mr. Bruce (бас-гитара)                         | Шеff                   | 3:43  |
| 11          | «Царица»         | Мурат Насыров           | LA, Mr. Bruce (бас-гитара)                                    | Шеff                   | 4:23  |
| 12          | «Свали отсюда!»  | LA                      | Гуру (+ пианино)                                              | LA                     | 0:06  |
| 13          | «25 метров»      |                         | Shooroop, Mr. Bruce (бас-гитара), Гуру (пианино)              | Шеff                   | 4:11  |
| 14          | «Питер, я твой!» | Купер                   | Тоник (+ скретч), Mr. Bruce (бас-гитара, акустическая гитара) | Шеff, Купер            | 4:02  |
| 15          | «Барсик»         | Бумер                   | LA                                                            | Бумер                  | 1:20  |
| 16          | «Философия улиц» | Шмель                   | Тенгиз                                                        | Шеff                   | 3:59  |
| 17          | «Этот мир…»      |                         | LA                                                            | Шеff                   | 0:51  |
| 18          | «Бэйба»          | Бо                      | Гуру, AlkoFunk (духовые)                                      | Шеff                   | 2:20  |
| 19          | «В субботу»      |                         | LA                                                            | Шеff                   | 3:56  |
| 20          | «Мастерство»     |                         | LA                                                            | Шеff                   | 0:47  |
| 21          | «Скорость дня»   | Гуру, Шмель             | Гуру (+ пианино)                                              | Шеff                   | 3:56  |

Семплы
Информация о семплах была взята с сайта WhoSampled:
- «Мой мир»: Alan Menken — «A True Hero / a Star Is Born» (1997) (виолончели)
- «Имя Шеff»: Alan Menken — «The Prophecy (Score)» (1997) (виолончели)
- «Доктор Шеff»: Erma Franklin — «Piece of My Heart» (1967) (интерполяция)
- «Гэнгста»: Joe Dassin — «The Guitar Don’t Lie» (1979) (интерполяция)
- «Разум»: Nicola Piovani — «Il Gioco Di Giosue» (1997) (струнные и духовые), Al Green — «I’m Glad You’re Mine» (1972) (бит)
- «Аллилуйа»: Hi-Fi — «Брат (feat. Батыр)» (2000) (сэмпл)
- «Звёзды»: Стас Намин и группа «Цветы» — «Стучат колёса» (1979) (интерполяция), Janet Jackson — «Got ’Til It’s Gone» (1997) (голос)
- «Царица»: Eruption — «One Way Ticket» (1979) (вокал, клавишные)[4]
- «25 метров»: Barry White — «Playing Your Game, Baby» (1977) (виолончели, труба)
- «Питер, я твой!»: Марк Бернес — «Тёмная ночь» (1965) (интерполяция)[23]
- «Барсик»: The Main Ingredient — «You and Me, Me and You» (1975) (интерполяция)
- «Этот мир…»: Alan Menken — «Phil’s Island (Score)» (1997) (хор)
- «В субботу»: Paul Mauriat — «Love Is Blue» (1967) (интерполяция)
- «Скорость дня»: Alain Souchon — «L’amour en Fuite (Du Film De François Truffaut)» (1978) (вокал, гитара)

## Участники записи
- Шеff — вокал (1-7, 9-11, 13, 14, 16-21), автор текста (1-7, 9-11, 13, 14, 16-21), продюсер
- DJ LA — автор музыки (1, 2, 7, 8, 10, 11, 15, 17, 19, 20), скретч (2, 4, 10), голос (12)
- Shooroop — автор музыки (3, 4, 5, 13), вокал (5), автор текста (5), сведение (1-8, 11-15, 17, 19, 20), мастеринг
- Виктор Гуревич («Гуру») — автор музыки (6, 12, 18, 21), пианино (5, 12, 13, 21), вокал (6, 21)
- Тенгиз — автор музыки (9, 16), сведение (9, 16)
- Тоник — автор музыки (14), скретч (14)
- Mr. Bruce — бас-гитара (3, 6, 7, 10, 11, 13, 14), акустическая гитара (14)
- AlkoFunk — духовые (3, 6, 18)
- Евгений Мориарти — саксофон (7)
- Ice из «К.Т.Л. Ди.Л.Л.» — голос (2)
- Dr. B — вокал (3)
- «Белый шоколад» — вокал (3, 5)
- Слава Медяник — вокал (9), автор текста (9)
- Carla Williams — вокал (10)
- Мурат Насыров — вокал (11)
- Купер — исполнитель (14)
- «Бумер» — голос (15), автор текста (15)
- Богдан Титомир — вокал (18)
- Ирина Минина («Шмель») — вокал (4, 21), бэк-вокал (13, 16)
- I.R.A. — голос (8)
- Rad Roc — сведение (10)
- Андрей Иванов — сведение (18, 21)
- Андрей Скучалин («Nightmare Gr.») — идея оформления, дизайн, компьютерная графика
- Сергей Согрин — фотограф
- Василий Кудрявцев — фотограф
- Рифат Юнисов — фотограф